# تیگران مانوکیان
تیگران مانوکیان (ارمنی: Տիգրան Մանուկյան؛ انگلیسی: Tigran Manukian؛ ۳۰ ژانویهٔ ۱۹۹۷ ) بازیکن هاکی روی یخ اهل ارمنستان در پست فوروارد است.

## باشگاهی
از باشگاه‌هایی که در آن بازی کرده‌است می‌توان به باشگاه هاکی روی یخ پیونیک ایروان، BKMA Yerevan اشاره کرد.

## تیم ملی
وی همچنین در تیم ملی هاکی روی یخ مردان ارمنستان بازی کرده‌است